# VARTH
『VARTH OPERATION THUNDERSTORM』（バース オペレーションサンダーストーム）は、1992年にカプコンより発売されたアーケード用シューティングゲーム。
オーソドックスな縦スクロールシューティングゲーム。敵弾を防ぐポッドを使いこなし進んでいく。ステージ数が全30面と非常に多いが、1ステージあたりの長さはかなり短い。また、後半面は前半面のアレンジである場合が多い。ボスは特定ステージのみ配置されている。1ステージの80%以上をクリアしてからミスすると、自動で次ステージに進める（ボーナス点が入らず進まされてしまう）。
ゲーム誌『ゲーメスト』（新声社）誌上で行われた「第6回ゲーメスト大賞」（1992年度）においてベストシューティング賞で6位を獲得した。

## ゲームシステム
8方向レバーと2ボタン（ショット、ボンバー）により操作する。
ボンバーは時間経過とレバー操作で自動的に所持数が回復する。時間により回復する上限は3発だが、ボンバーアイテムを取ることにより最大5発までストックできる。ボンバーの所持数が少ないほど、レバー操作による回復速度は早くなる。
本作は単独プレイ時にミスをするとステージの途中まで戻されるが、ステージの80%以上進んでいた場合は次のステージからの再開になる（ボスステージの場合はステージの最初からやり直しになる。ただし、ステージ21 - 25での再開は補給としてステージEXが挿入され、2面通して最終ボスと戦うステージ29、30での再開は29ステージの最初からやり直しになる）。なお、同時プレイもしくは日本国外版ではその場で復活する。
小技として、取得時にスコアが入るアイテム（ショットパワーアイテムはLVMAX時、ボムアイテムはストック5の時に取得）は、取得時に短時間ではあるが無敵状態になる。なお、ステージ内には当たり判定のある箇所が存在し、そこを攻撃し続けるとモビちゃんやリュウをはじめとする隠れキャラクターが出現し、様々な効果をもたらす。

### メインショット
自機のショットは3種類。同種のショットアイテムまたはパワーアップアイテム(POW)を取得する毎にパワーアップする（最高8段階）。最高段階でパワーアップを取ると5000点。また、ステージ進行に応じてミスした後の所持パワーアップ数が変化する。
なお、使用しているメインショットによって、ボンバーも変化する。
マシンガン
自機前方に飛ぶセミオート連射のショット。ゲーム開始時の装備。
ボンバーは敵を追尾する5発の光弾を発射する「ホーミングボム」。
ワイドショット
前方を広くカバーする多方向ショット。硬い敵に対して接近して撃つとかなり効果的。
ボンバーは巨大な火球を飛ばす「ファイヤーボム」。後方を含む5方向に発射し、全てを貫通する。
レーザー
押しっぱなしで伸びるレーザー。自機の動きに合わせて左右に移動するので、意図的にコントロール可能。硬い敵に対する貫通力はない。
ボンバーは画面全体に広がる電撃を放つ「スパークボム」。特に自機周辺の威力が極めて高い。

### ポッド
ポッドアイテムを取得すると、敵弾を防ぐ（レーザーや巨大な弾は防げない）ポッドが2個装備される。
ポッドの挙動は、敵弾に反応して周囲を回転する「ファジィポッド」と、自機の前方に固定の「フロントポッド」の2種類をゲーム開始時に選択できる。
なおポッドを取らずにいると、ステージクリア毎に50000点のポッドレスボーナスが得られる。また、2人同時プレイ時にプレイヤー同士が重なると両者の周囲をポッドが回転し、離れた瞬間に重なり続けた時間に応じた攻撃をする。最大まで貯めると画面全体にダメージ+弾消し効果。
ポッドからは、アイテムに応じたサブウェポンが発射される。同じ種類のポッドアイテムを取る毎に3段階にパワーアップする。
ホーミング
敵を追尾するミサイル。パワーアップすると弾速と連射力がアップする。
ミサイル
前方への単発ミサイル。パワーアップすると3Wayになる。
ナパーム
近距離で炸裂する。パワーアップすると爆風の範囲が広がる。

### バグ
- 4面ボスの「サテライト」を破壊した際のボーナスポイントが27000、29000だった場合、その10倍の得点が加算される。
- 17面終盤、左斜め下への画面スクロールが終了し、通常のスクロールに戻ったあたりで、画面左端よりだいたい自機4 - 5機分右に位置していると突如自機が爆発して1ミスとなることがある。

## 移植
日本国内では長年どの機種にも家庭用移植されていなかったが、2021年2月18日にNintendo Switch版『カプコンアーケードスタジアム』（PlayStation 4版、Xbox One版、PC版は同年5月25日に発売）に初めて収録された。
日本国外ではPlayStation Portable版『Capcom Classics Collection Remixed』およびPlayStation 2、Xbox版『Capcom Classics Collection Vol.2』に収録されている。

## 開発
本作は『ストリートファイターII'』や『クイズ&ドラゴンズ』と同時期に作られ、新人のスタッフを中心とした少人数体制で、1年にも満たぬ期間をかけて作られた。スタッフの片岡謙治は制作にあたり過去の名作シューティングゲームを意識していたことを認めており、「VARTH」という題名も『ダライアス』のように最後が「ス」で終わる作品はヒットするのと、阪神タイガースのランディ・バースにあやかってつけたものである。また、敵キャラクターのプログラミングを手掛けた江城元秀は、1ステージの80％をクリアすると次のステージが解放されるという仕様について、片岡が『ゼビウス』を意識していたのではないかと『ダライアスバースト クロニクルセイバーズ』DLCコラボ座談会の中で推測している。江城は、CPシステムの基板のメモリ容量が16メガバイトと限られていたため、ステージやボス戦でスクロール表示を使用したと座談会の中で振り返っている。片岡は、当時のシューティングゲームとしては珍しい、ボンバーの自動回復を導入した理由について、当時の日本国外のプレイヤーは敵の攻撃を回避するのが得意な反面、強い武器から優先して使うことが多く、これではボスとの戦いに時間がかかってしまうためだと、『ダライアスバースト クロニクルセイバーズ』DLCコラボ座談会の中で説明している。また、リュウをはじめとする隠しキャラクターを用意した理由について、片岡は「あれはシューティングをプレイしていて、ここ撃ったら何か出るのかなと思うところでちゃんと何かを出してあげると、喜んでもらえるのかなと思ってやっていましたね。基本、得点稼ぎですが。」と説明している。
なお、本作開発後は対戦型格闘ゲームのブームが起こり、本作の開発スタッフもそのような作品に参加していった。

### スタッフ
- プランナー：VALLY DACK KELBON、NATURAL SAI SAI、NIJIGEN MOURI、ODDS MAKER MAETAKE
- スクロールデザイン：KINTARO、KURAMOYAN（倉本幸代）、MARU CHAN、MON CHAN
- オブジェクトデザイン：KURATA N（倉谷栄治）、MANBOU（新谷さゆり）、HANISAWA（藤沢直紀）、UME
- プログラマー：OHUCHI、MEIJIN T、HAC、OKOSAMA ECCHIRO、KOMORICHIE DARKSIDE
- サウンド：T YOMAGE（泉谷雅樹）、P（下村陽子）、BULL（梶野俊夫）
- スペシャルサンクス：MIKIMAN（城戸美樹）、HARUCHAN、IWAI（岩井千佳）、YOKOTA YOKOZO、YUSUKE、SCOTT MADMAN MAXWELL、SHO、SADAMOYAN（貞本友思）、BLBON、MUSHIKAE WAKKY、ERLINGR OGACHY、HEKOKI ANT ZABY、CBX（新井幸雄）
- ディレクター：KIHAJI（岡本吉起）、POO（船水紀孝）、NIN（西谷亮）
- プロデューサー：KIHAJI（岡本吉起）